# Nikolaj Pešalov
Nikolaj Pešalov (în bulgară Николай Пешалов; n. 30 mai 1970, Pazardjik, Republica Populară Bulgaria) este un halterofil ce a reprezentat Bulgaria și Croația, medaliat olimpic. A participat la 4 ediții ale Jocurilor Olimpice (1992, 1996, 2000, 2004) în care a câștigat o medalie de aur, o medalie de argint și două medalii de bronz.